# Pedro Álvaro (futbolista)
Pedro Miguel da Costa Álvaro (Sandomil, 2 de marzo de 2000) es un futbolista portugués que juega como defensa en el Aris Salónica F. C. de la Superliga de Grecia.

## Trayectoria
Nacido en Sandomil, Seia, comenzó a jugar al fútbol en el club local Seia FC. Tras pasar a la cantera del S. L. Benfica en 2011, debutó como profesional con el S. L. Benfica "B" en un empate a cero en la Segunda División de Portugal ante el Leixões S. C. el 26 de noviembre de 2017.

## Estadísticas

### Clubes
Actualizado al último partido disputado el 11 de mayo de 2025.
| Club                         | Div.          | Temporada     | Liga  | Liga  | Copas nacionales | Copas nacionales | Copas internacionales | Copas internacionales | Total | Total |
| Club                         | Div.          | Temporada     | Part. | Goles | Part.            | Goles            | Part.                 | Goles                 | Part. | Goles |
| ---------------------------- | ------------- | ------------- | ----- | ----- | ---------------- | ---------------- | --------------------- | --------------------- | ----- | ----- |
| S. L. Benfica "B" Portugal   | 2.ª           | 2017-18       | 2     | 0     | —                | —                | —                     | —                     | 2     | 0     |
| S. L. Benfica "B" Portugal   | 2.ª           | 2018-19       | 9     | 0     | —                | —                | —                     | —                     | 9     | 0     |
| S. L. Benfica "B" Portugal   | 2.ª           | 2019-20       | 13    | 1     | —                | —                | —                     | —                     | 13    | 1     |
| S. L. Benfica "B" Portugal   | 2.ª           | 2020-21       | 0     | 0     | —                | —                | —                     | —                     | 0     | 0     |
| S. L. Benfica "B" Portugal   | 2.ª           | 2021-22       | 26    | 0     | —                | —                | —                     | —                     | 26    | 0     |
| S. L. Benfica "B" Portugal   | Total club    | Total club    | 50    | 1     | 0                | 0                | 0                     | 0                     | 50    | 1     |
| G. D. Estoril Praia Portugal | 1.ª           | 2022-23       | 30    | 1     | 5                | 0                | —                     | —                     | 35    | 1     |
| G. D. Estoril Praia Portugal | 1.ª           | 2023-24       | 20    | 0     | 8                | 0                | —                     | —                     | 28    | 0     |
| G. D. Estoril Praia Portugal | 1.ª           | 2024-25       | 31    | 1     | 1                | 0                | —                     | —                     | 32    | 1     |
| G. D. Estoril Praia Portugal | Total club    | Total club    | 81    | 2     | 14               | 0                | 0                     | 0                     | 95    | 2     |
| Total carrera                | Total carrera | Total carrera | 131   | 3     | 14               | 0                | 0                     | 0                     | 145   | 3     |